# Lymeon subflavescens
Lymeon subflavescens là một loài tò vò trong họ Ichneumonidae.